# Manfred Koob

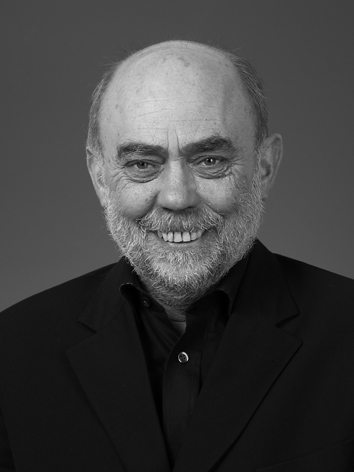
Prof. Manfred Koob

Manfred Koob (* 6. November 1949 in Heppenheim; † 5. Mai 2011 in Heidelberg) war ein deutscher Architekt und Hochschullehrer. Als Pionier der virtuellen Baukunst wurde er vor allem durch die virtuelle Rekonstruktion der Abtei Cluny sowie der zerstörten deutschen Synagogen bekannt.

## Leben
Manfred Koob wuchs in Heppenheim an der Bergstraße auf. Er studierte Architektur an der Technischen Hochschule Darmstadt, unter anderem bei Günter Behnisch. Seit 1982 arbeitete er mit Hilfe von Computer Aided Design (CAD) und betätigte sich bei der Entwicklung der Software für die Architekten. Ab 1992 lehrte er als Gastprofessor am Lehrstuhl CAD in der Architektur der Technischen Hochschule Darmstadt. 1995 folgte der Ruf als ordentlicher Professor an die Technische Hochschule Darmstadt. Bis zu seinem Tod leitete er den später in „Informations- und Kommunikationstechnologie in der Architektur“ umbenannten Lehrstuhl, der eine internationale Anerkennung auf dem Gebiet der computergestützten 3-D-Rekonstruktion zerstörter bzw. nie realisierter Architektur erlangte. Zusammen mit Marc Grellert, seinen langjährigen wissenschaftlichen Mitarbeiter, gründete er die Architectura Virtualis GmbH als Kooperationspartner der Technischen Universität Darmstadt.

## Leistungen
Manfred Koob sah in digitalen 3-D-Rekonstruktion und computergestützten Visualisierung eine „Weltsprache, die unabhängig von Kulturkreis, Bildung und Alter der Menschen verstanden wird“. Seine Visionen zu einem Virtuellen Museum der Architektur stellte er in seiner Schrift Architectura Virtualis, Konzept für das 1. Digitale Architekturmuseum 1995 vor. In seiner Tätigkeit in Forschung und Lehre verantwortete er eine Reihe an bedeutenden digitalen 3-D-Rekonstruktionen, die u. a. mit Ausstellungen in der Kunst- und Ausstellungshalle der Bundesrepublik Deutschland in Bonn gewürdigt wurden. Sein Einsatz neuer Medien in der Architektur und ihrer Vermittlung war sehr vielfältig und reichte bis zu visionären Projekten, wie dem Digitalen Virtuellen Olympischen Museum für die Olympischen Spiele in Peking 2008 sowie den hybriden Exponatsmodellen, die er als wissenschaftlicher Leiter von Architectura Virtualis GmbH innerhalb mehrerer Ausstellungen erfolgreich einsetzte. Während seiner Tätigkeit promovierte er seine wissenschaftlichen Mitarbeiter Stephen Wittkopf (2001), Marc Grellert (2006), Piotr Kuroczyński (2010) und Mieke Pfarr-Harfst (2010).

## Werke
Einen Überblick über die Projekte gibt die Webseite des ehemaligen Lehrstuhls Informations- und Kommunikationstechnologie in der Architektur und die Webseiten von der Architectura Virtualis GmbH.

## Schriften
- mit Horst Cramer (Hrsg.): Cluny. Architektur als Vision. Edition Braus, 1993.
- Architectura Virtualis. Konzept für das 1. Digitale Architekturmuseum. Ein Wissenschaftsort für Forschung und Dokumentation der Kunst der Bautechnik im dritten kulturellen Weltgedächtnis. Bensheim 1995.
- mit Johann Eisele, Walter Schoeller (Hrsg.): Bauhaus. Avantgarde der 20er Jahre. Architektur als Vision. Ed. Braus, Heidelberg 1994, ISBN 978-3-89466-102-1.
- mit Marc Grellert, Agnieszka Lulinska (Hrsg.): Synagogen in Deutschland. Eine virtuelle Rekonstruktion. (Ausstellung der Technischen Universität Darmstadt, Fachgebiet CAD in der Architektur, Manfred Koob und der Kunst- und Ausstellungshalle der Bundesrepublik Deutschland, Bonn) Birkhäuser Verlag für Architektur, Basel eta l. 2004, ISBN 978-3-7643-7034-3.
- Manfred Koob: Mind's Eye. Digitales Virtuelles Olympisches Museum. Prestel Verlag, München 2008, ISBN 978-3-7913-4190-3.